# 오데테 주프리다
오데테 주프리다(이탈리아어: Odette Giuffrida, 1994년 10월 12일~)는 이탈리아의 유도 선수이다. 2016년 하계 올림픽에서 여자 하프라이트급 은메달을 획득했고 2020년 하계 올림픽에서 여자 하프라이트급 동메달을 획득했다.

## 통계

### 올림픽

#### 2016년 하계 올림픽여자 -52kg 성적
| 선수        | 세부 종목 | 64강전              | 32강전              | 16강전                       | 8강전                        | 준결승                     | 패자 부활전         | 결승 / 순위 결정전             | 결승 / 순위 결정전 |
| 선수        | 세부 종목 | 상대 선수 경기 결과 | 상대 선수 경기 결과 | 상대 선수 경기 결과          | 상대 선수 경기 결과          | 상대 선수 경기 결과        | 상대 선수 경기 결과 | 상대 선수 경기 결과            | 순위               |
| O. 주프리다 | -52kg     | 경기없음            | 부전승              | M. 크라 (GER) · 승 0013–0001 | A. 치투 (ROM) · 승 0012–0000 | Y. 마 (CHN) · 승 0000–0001 | 부전승              | M. 켈멘디 (KOS) · 패 0000–0011 | 2                  |